# Ctenopoma
Ctenopoma – rodzaj słodkowodnych ryb z rodziny błędnikowatych.

## Klasyfikacja
Gatunki zaliczane do tego rodzaju:
- Ctenopoma acutirostre – buszowiec ostropyski[potrzebny przypis]
- Ctenopoma ashbysmithi
- Ctenopoma gabonense
- Ctenopoma garuanum
- Ctenopoma kingsleyae - buszowiec Kingsleya, (buszowiec senegalski, buszowiec srebrzysty)[potrzebny przypis]
- Ctenopoma machadoi
- Ctenopoma maculatum
- Ctenopoma multispine
- Ctenopoma muriei
- Ctenopoma nebulosum
- Ctenopoma nigropannosum
- Ctenopoma ocellatum
- Ctenopoma pellegrini
- Ctenopoma petherici
- Ctenopoma weeksii - buszowiec krępy[3]